# Tarnov (Nebraska)
Tarnov è un comune degli Stati Uniti d'America, situato nello Stato del Nebraska, nella contea di Platte.

## Storia
Tarnov fu progettata nel 1889. Una buona parte dei primi coloni proveniva da Tarnów, in Polonia, per cui prese questo nome.
Un ufficio postale fu fondato a Tarnov nel 1891 e rimase operativo fino alla sua chiusura nel 1969.
Il 19 agosto 1943, l'esercito degli Stati Uniti sganciò sette bombe di esercitazione su Tarnov, scambiandole per lo Stanton Bombing Range, che si trovava a 25 miglia a nord-est, o un campo di bombardamenti a sud-ovest, vicino a Silver Creek. I B-17, dal Sioux City, Iowa Army Air Field, hanno fatto pochi danni e nessuno è stato ferito o ucciso.